# Igirmranak
Igirmranak is een bestuurslaag in het regentschap Wonosobo van de provincie Midden-Java, Indonesië. Igirmranak telt 692 inwoners (volkstelling 2010).